# Дюмей Ишкеев
Дюмей Ишкеев (баш. Дөмәй Ишкәев; ? — 1706) — один из предводителей башкирского восстания 1704—1711 годов.

## Биография
Дюмей Ишкеев происходил из башкир Байларской волости Казанской даруги Уфимского уезда. В начале XVIII века основал деревню Димитарлау (Дөмәй утары).
Стал известен как один из предводителей башкирского восстания 1704—1711 годов, возникновение которого обусловлено усилением захвата башкирских земель, ростом налогов и повинностей, попытками христианизации и произволом чиновников. Деревня Ишкеева также была разорена и разграблена казанскими чиновниками.
Весной 1705 года Дюмей возглавил восстание башкир Казанской дороги. Летом того же года повстанцы под его руководством вели бои против правительственных войск в районе Закамской засечной черты. В связи с тем что ситуация осложнилась, царское правительство направило генерала-фельдмаршала Б. П. Шереметева для решения вопроса мирным путём. Прибыв в декабре 1705 года в Казань, генерал-фельдмаршал приказал выпустить взятых в плен Сергеевым башкир и по просьбе восставших назначил уфимским воеводой А. Аничкова. Однако позже эти меры благодаря действиям казанского чиновника Н. А. Кудрявцева практически были сведены на нет.
Весной—летом 1706 года Дюмей Ишкеев принимал участие в переговорах с царскими властями. В марте в составе башкирской делегации из 8 человек прибыл в Астрахань к Б. П. Шереметеву, который в свою очередь направил их для переговоров в Москву. В столице Дюмей Ишкеев вместе с остальными представителями башкир был арестован и 3 августа 1706 года по просьбе Н. А. Кудрявцева доставлен в Казань. После многих пыток Дюмей Ишкеев был повешен.